# テクトニクス

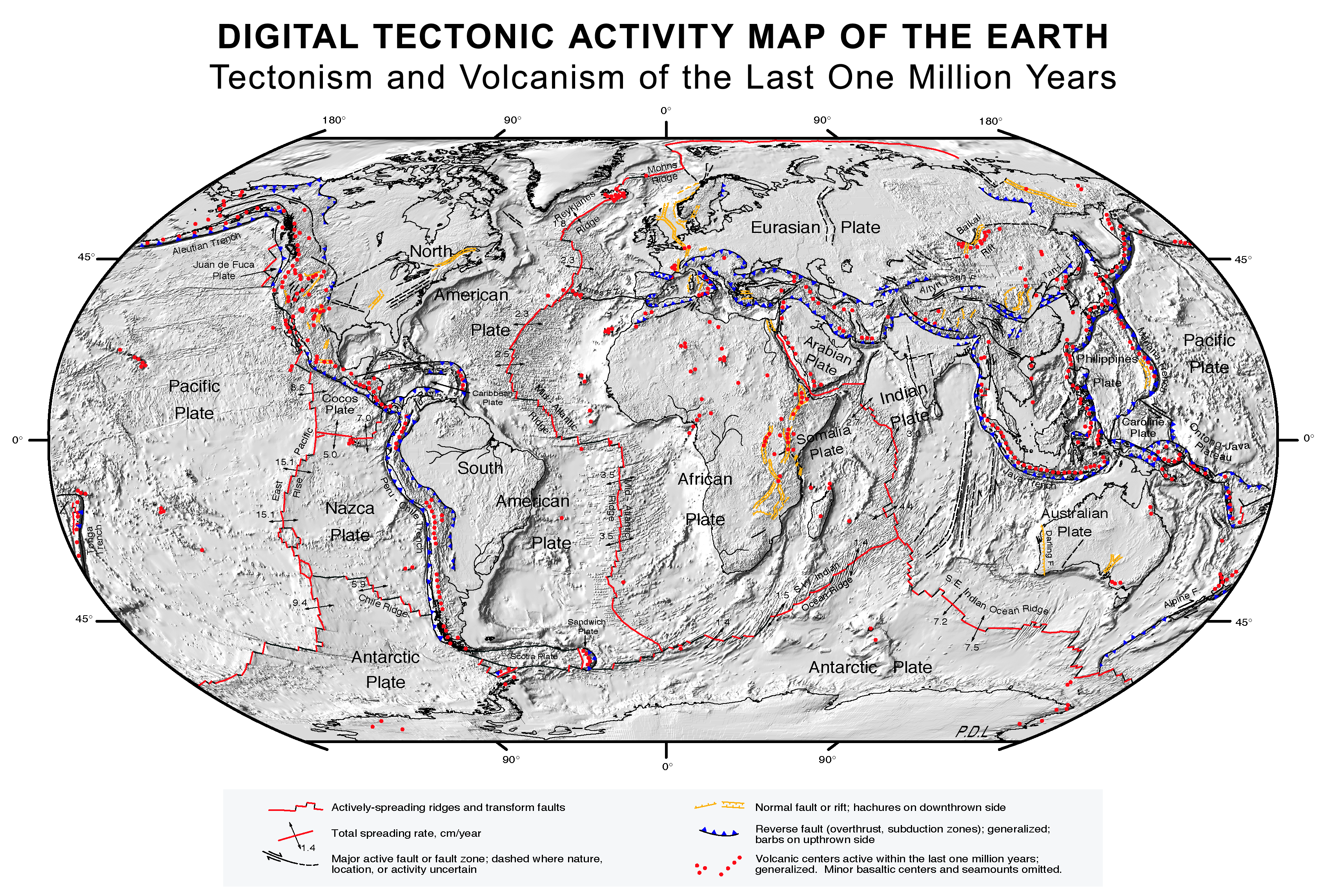
プレートテクトニクス

テクトニクス（英語: tectonics）とは、地質学において、地球や地球以外の惑星の主に岩石圏の動きのことである。元々は俗ラテン語の tectonics（建築物の意）に由来する。
テクトニクスは造山運動や安定陸塊等の地形の形成、火山帯における地震等に関連している。また、テクトニクスを理解する上では地形学の侵食を理解しておくことも重要であり、これは鉱床学での石油や金属の鉱石の位置を特定するのに用いられる。その他にも、月に関する天文学的な知識が要される。
昨今のテクトニクスにおける現象をネオテクトニクスとして区別する考え方もある。これは構造地質学と領域が重なる部分もあるが、主に扱う現象の大きさによって区別されるものである。また、テクトニクスから生まれた理論としてプレートテクトニクス（プレート理論）が有名である。